# Olympische Sommerspiele 2016/Schwimmen
Bei den Olympischen Spielen 2016 in Rio de Janeiro fanden 34 Wettbewerbe im Schwimmen statt. Vom 6. bis 13. August 2016 wurden im Estádio Aquático Olímpico auf einer 50-Meter-Bahn 32 Wettbewerbe im Beckenschwimmen ausgetragen, jeweils 16 für Frauen und Männer. Vom 15. bis 16. August 2016 wurden am Forte de Copacabana zwei Wettbewerbe im Freiwasserschwimmen ausgetragen, jeweils ein 10-km-Rennen für Frauen und Männer. Das Programm war somit identisch im Vergleich zu London 2012.

## Wettbewerbe und Zeitplan
| Wettbewerbe und Zeitplan Beckenschwimmen | Wettbewerbe und Zeitplan Beckenschwimmen | Wettbewerbe und Zeitplan Beckenschwimmen |
| Tag                                      | Nachmittagsprogramm ab 18:00 Uhr MESZ | Abendprogramm ab 03:00 Uhr MESZ |
| ---------------------------------------- | --- | --- |
| Samstag 6. August 2016                   | Vorläufe 400 m Lagen Männer Vorläufe 100 m Schmetterling Frauen Vorläufe 400 m Freistil Männer Vorläufe 400 m Lagen Frauen Vorläufe 100 m Brust Männer Vorläufe 4 × 100-m-Freistilstaffel Frauen                          | Finale 400 m Lagen Männer Halbfinale 100 m Schmetterling Frauen Finale 400 m Freistil Männer Finale 400 m Lagen Frauen Halbfinale 100 m Brust Männer Finale 4 × 100-m-Freistilstaffel Frauen                                                                  |
| Sonntag 7. August 2016                   | Vorläufe 100 m Rücken Frauen Vorläufe 200 m Freistil Männer Vorläufe 100 m Brust Frauen Vorläufe 100 m Rücken Männer Vorläufe 400 m Freistil Frauen Vorläufe 4 × 100-m-Freistilstaffel Männer                             | Finale 100 m Schmetterling Frauen Halbfinale 200 m Freistil Männer Halbfinale 100 m Brust Frauen Finale 100 m Brust Männer Finale 400 m Freistil Frauen Halbfinale 100 m Rücken Männer Halbfinale 100 m Rücken Frauen Finale 4 × 100-m-Freistilstaffel Männer |
| Montag 8. August 2016                    | Vorläufe 200 m Freistil Frauen Vorläufe 200 m Schmetterling Männer Vorläufe 200 m Lagen Frauen | Halbfinale 200 m Freistil Frauen Finale 200 m Freistil Männer Finale 100 m Rücken Frauen Finale 100 m Rücken Männer Finale 100 m Brust Frauen Halbfinale 200 m Schmetterling Männer                                                                           |
| Dienstag 9. August 2016                  | Vorläufe 100 m Freistil Männer Vorläufe 200 m Schmetterling Frauen Vorläufe 200 m Brust Männer Vorläufe 4 × 200-m-Freistilstaffel Männer                                                                                  | Halbfinale 100 m Freistil Männer Finale 200 m Freistil Frauen Finale 200 m Schmetterling Männer Halbfinale 200 m Schmetterling Frauen Halbfinale 200 m Brust Männer Finale 200 m Lagen Frauen Finale 4 × 200-m-Freistilstaffel Männer                         |
| Mittwoch 10. August 2016                 | Vorläufe 100 m Freistil Männer Vorläufe 100 m Freistil Frauen Vorläufe 200 m Rücken Männer Vorläufe 200 m Brust Frauen Vorläufe 100 m Rücken Frauen Vorläufe 200 m Lagen Männer Vorläufe 4 × 200-m-Freistilstaffel Frauen | Finale 200 m Brust Männer Halbfinale 100 m Freistil Frauen Halbfinale 200 m Rücken Männer Finale 200 m Schmetterling Frauen Finale 100 m Freistil Männer Halbfinale 200 m Brust Frauen Halbfinale 200 m Lagen Männer Finale 4 × 200-m-Freistilstaffel Frauen  |
| Donnerstag 11. August 2016               | Vorläufe 50 m Freistil Männer Vorläufe 800 m Freistil Frauen Vorläufe 100 m Schmetterling Männer Vorläufe 200 m Rücken Frauen                                                                                             | Halbfinale 50 m Freistil Männer Finale 200 m Brust Frauen Finale 200 m Rücken Männer Halbfinale 200 m Rücken Frauen Finale 200 m Lagen Männer Finale 100 m Freistil Frauen Halbfinale 100 m Schmetterling Männer                                              |
| Freitag 12. August 2016                  | Vorläufe 50 m Freistil Frauen Vorläufe 1500 m Freistil Männer Vorläufe 4 × 100-m-Lagenstaffel Frauen Vorläufe 4 × 100-m-Lagenstaffel Männer                                                                               | Finale 200 m Rücken Frauen Finale 100 m Schmetterling Männer Finale 800 m Freistil Frauen Finale 50 m Freistil Männer Halbfinale 50 m Freistil Frauen |
| Samstag 13. August 2016                  | | Finale 50 m Freistil Frauen Finale 1500 m Freistil Männer Finale 4 × 100-m-Lagenstaffel Frauen Finale 4 × 100-m-Lagenstaffel Männer |
| Montag 15. August 2016                   | 10 km Freiwasser Frauen | |
| Dienstag 16. August 2016                 | 10 km Freiwasser Männer | |

## Ergebnisse Männer
Abkürzungen:
- WR = Weltrekord (Liste)
- OR = olympischer Rekord (Liste)
- CR = Kontinentalrekord
- NR = nationaler Rekord

### 50 m Freistil
| Platz | Land | Athlet           | Zeit (s) |
| ----- | ---- | ---------------- | -------- |
| 1     | USA  | Anthony Ervin    | 21,40    |
| 2     | FRA  | Florent Manaudou | 21,41    |
| 3     | USA  | Nathan Adrian    | 21,49    |
| 4     | GBR  | Benjamin Proud   | 21,68    |
| 5     | UKR  | Andrij Howorow   | 21,74    |
| 6     | BRA  | Bruno Fratus     | 21,79    |
| 6     | RSA  | Brad Tandy       | 21,79    |
| 8     | LTU  | Simonas Bilis    | 22,08    |

### 100 m Freistil
| Platz | Land | Athlet              | Zeit (s) |
| ----- | ---- | ------------------- | -------- |
| 1     | AUS  | Kyle Chalmers       | 47,58    |
| 2     | BEL  | Pieter Timmers      | 47,80    |
| 3     | USA  | Nathan Adrian       | 47,85    |
| 4     | CAN  | Santo Condorelli    | 47,88    |
| 5     | GBR  | Duncan Scott        | 48,01    |
| 6     | USA  | Caeleb Dressel      | 48,02    |
| 7     | AUS  | Cameron McEvoy      | 48,12    |
| 8     | BRA  | Marcelo Chierighini | 48,41    |

### 200 m Freistil
| Platz | Land | Athlet             | Zeit (min)   |
| ----- | ---- | ------------------ | ------------ |
| 1     | CHN  | Sun Yang           | 1:44,65      |
| 2     | RSA  | Chad le Clos       | 1:45,20 (CR) |
| 3     | USA  | Conor Dwyer        | 1:45,23      |
| 4     | GBR  | James Guy          | 1:45,49      |
| 5     | USA  | Townley Haas       | 1:45,58      |
| 6     | GER  | Paul Biedermann    | 1:45,84      |
| 7     | JPN  | Kōsuke Hagino      | 1:45,90      |
| 8     | RUS  | Alexander Krasnych | 1:45,91      |

### 400 m Freistil
| Platz | Land | Athlet         | Zeit (min) |
| ----- | ---- | -------------- | ---------- |
| 1     | AUS  | Mack Horton    | 3:41,55    |
| 2     | CHN  | Sun Yang       | 3:41,68    |
| 3     | ITA  | Gabriele Detti | 3:43,49    |
| 4     | USA  | Conor Dwyer    | 3:44,01    |
| 5     | USA  | Connor Jaeger  | 3:44,16    |
| 6     | GBR  | James Guy      | 3:44,68    |
| 7     | AUS  | David McKeon   | 3:45,28    |
| 8     | FRA  | Jordan Pothain | 3:49,07    |

### 1500 m Freistil
| Platz | Land | Athlet               | Zeit (min) |
| ----- | ---- | -------------------- | ---------- |
| 1     | ITA  | Gregorio Paltrinieri | 14:34,57   |
| 2     | USA  | Connor Jaeger        | 14:39,48   |
| 3     | ITA  | Gabriele Detti       | 14:40,86   |
| 4     | USA  | Jordan Wilimovsky    | 14:45,03   |
| 5     | AUS  | Mack Horton          | 14:49,54   |
| 6     | CAN  | Ryan Cochrane        | 14:49,61   |
| 7     | FRA  | Damien Joly          | 14:52,73   |
| 8     | NOR  | Henrik Christiansen  | 15:02,66   |

### 100 m Rücken
| Platz | Land | Athlet          | Zeit (s)   |
| ----- | ---- | --------------- | ---------- |
| 1     | USA  | Ryan Murphy     | 51,97 (OR) |
| 2     | CHN  | Xu Jiayu        | 52,31      |
| 3     | USA  | David Plummer   | 52,40      |
| 4     | AUS  | Mitch Larkin    | 52,43      |
| 5     | FRA  | Camille Lacourt | 52,70      |
| 6     | RUS  | Jewgeni Rylow   | 52,74      |
| 7     | JPN  | Ryōsuke Irie    | 53,42      |
| 8     | ROU  | Robert Glință   | 53,50      |

### 200 m Rücken
| Platz | Land | Athlet           | Zeit (min)   |
| ----- | ---- | ---------------- | ------------ |
| 1     | USA  | Ryan Murphy      | 1:53,62      |
| 2     | AUS  | Mitch Larkin     | 1:53,96      |
| 3     | RUS  | Jewgeni Rylow    | 1:53,97 (CR) |
| 4     | CHN  | Xu Jiayu         | 1:55,16      |
| 5     | USA  | Jacob Pebley     | 1:55,52      |
| 6     | CHN  | Li Guangyuan     | 1:55,89      |
| 7     | GER  | Christian Diener | 1:56,27      |
| 8     | JPN  | Ryōsuke Irie     | 1:56,36      |

### 100 m Brust
| Platz | Land | Athlet                 | Zeit (s)   |
| ----- | ---- | ---------------------- | ---------- |
| 1     | GBR  | Adam Peaty             | 57,13 (WR) |
| 2     | RSA  | Cameron van der Burgh  | 58,69      |
| 3     | USA  | Cody Miller            | 58,87 (NR) |
| 4     | USA  | Kevin Cordes           | 59,22      |
| 5     | BRA  | João Luiz Gomes Júnior | 59,31      |
| 6     | JPN  | Yasuhiro Koseki        | 59,37      |
| 7     | BRA  | Felipe França Silva    | 59,38      |
| 8     | KAZ  | Dmitri Balandin        | 59,95      |

### 200 m Brust
| Platz | Land | Athlet          | Zeit (min) |
| ----- | ---- | --------------- | ---------- |
| 1     | KAZ  | Dmitri Balandin | 2:07,46    |
| 2     | USA  | Josh Prenot     | 2:07,53    |
| 3     | RUS  | Anton Tschupkow | 2:07,70    |
| 4     | GBR  | Andrew Willis   | 2:07,78    |
| 5     | JPN  | Yasuhiro Koseki | 2:07,80    |
| 6     | JPN  | Ippei Watanabe  | 2:07,87    |
| 7     | GER  | Marco Koch      | 2:08,00    |
| 8     | USA  | Kevin Cordes    | 2:08,34    |

### 100 m Schmetterling
| Platz | Land | Athlet               | Zeit (s)   |
| ----- | ---- | -------------------- | ---------- |
| 1     | SIN  | Joseph Schooling     | 50,39 (OR) |
| 2     | USA  | Michael Phelps       | 51,14      |
|       | RSA  | Chad le Clos         | 51,14      |
|       | HUN  | László Cseh          | 51,14      |
| 5     | CHN  | Li Zhuhao            | 51,26      |
| 6     | FRA  | Mehdy Metella        | 51,58      |
| 7     | USA  | Tom Shields          | 51,73      |
| 8     | RUS  | Alexander Sadownikow | 51,84      |

### 200 m Schmetterling
| Platz | Land | Athlet          | Zeit (min) |
| ----- | ---- | --------------- | ---------- |
| 1     | USA  | Michael Phelps  | 1:53,36    |
| 2     | JPN  | Masato Sakai    | 1:53,40    |
| 3     | HUN  | Tamás Kenderesi | 1:53,62    |
| 4     | RSA  | Chad le Clos    | 1:54,06    |
| 5     | JPN  | Daiya Seto      | 1:54,82    |
| 6     | DEN  | Viktor Bromer   | 1:55,64    |
| 7     | HUN  | László Cseh     | 1:56,24    |
| 8     | BEL  | Louis Croenen   | 1:57,04    |

### 200 m Lagen
| Platz | Land | Athlet            | Zeit (min)   |
| ----- | ---- | ----------------- | ------------ |
| 1     | USA  | Michael Phelps    | 1:54,66      |
| 2     | JPN  | Kōsuke Hagino     | 1:56,61      |
| 3     | CHN  | Wang Shun         | 1:57,05      |
| 4     | JPN  | Hiromasa Fujimori | 1:57,21      |
| 5     | USA  | Ryan Lochte       | 1:57,47      |
| 6     | GER  | Philip Heintz     | 1:57,48 (NR) |
| 7     | BRA  | Thiago Pereira    | 1:58,02      |
| 8     | GBR  | Dan Wallace       | 1:58,54      |

### 400 m Lagen
| Platz | Land | Athlet               | Zeit (min)   |
| ----- | ---- | -------------------- | ------------ |
| 1     | JPN  | Kōsuke Hagino        | 4:06,05 (CR) |
| 2     | USA  | Chase Kalisz         | 4:06,75      |
| 3     | JPN  | Daiya Seto           | 4:09,71      |
| 4     | GBR  | Max Litchfield       | 4:11,62      |
| 5     | USA  | Jay Litherland       | 4:11,68      |
| 6     | AUS  | Thomas Fraser-Holmes | 4:11,90      |
| 7     | AUS  | Travis Mahoney       | 4:15,48      |
| 8     | ESP  | Joan Lluís Pons      | 4:16,58      |

### 4 × 100 m Freistil Staffel
| Platz | Land | Athlet | Zeit (min) |
| ----- | ---- | --- | ---------- |
| 1     | USA  | Caeleb Dressel Michael Phelps Ryan Held Nathan Adrian Vorlauf: Jimmy Feigen, Blake Pieroni, Anthony Ervin | 3:09,92    |
| 2     | FRA  | Mehdy Metella Fabien Gilot Florent Manaudou Jérémy Stravius Vorlauf: Clément Mignon, William Meynard      | 3:10,53    |
| 3     | AUS  | James Roberts Kyle Chalmers James Magnussen Cameron McEvoy Vorlauf: Matthew Abood                         | 3:11,37    |
| 4     | RUS  | Andrei Gretschin Danila Isotow Wladimir Morosow Alexander Suchorukow Vorlauf: Alexander Popkow            | 3:11,64    |
| 5     | BRA  | Marcelo Chierighini Nicolas Oliveira Gabriel Santos João de Lucca Vorlauf: Nicolas Nilo, Gabriel Santos   | 3:13,21    |
| 6     | BEL  | Glenn Surgeloose Jasper Aerents Emmanuel Vanluchene Pieter Timmers Vorlauf: Dieter Dekoninck              | 3:13,57    |
| 7     | CAN  | Santo Condorelli Yuri Kisil Markus Thormeyer Evan van Moerkerke                                           | 3:14,35    |
| 8     | JPN  | Katsumi Nakamura Shinri Shioura Kenji Kobase Jun’ya Koga                                                  | 3:14,48    |

### 4 × 200 m Freistil Staffel
| Platz | Land | Athlet                                                                                               | Zeit (min) |
| ----- | ---- | --- | ---------- |
| 1     | USA  | Conor Dwyer Townley Haas Ryan Lochte Michael Phelps Vorlauf: Clark Smith, Jack Conger, Gunnar Bentz  | 7:00,66    |
| 2     | GBR  | Stephen Milne Duncan Scott Daniel Wallace James Guy Vorlauf: Robbie Renwick                          | 7:03,13    |
| 3     | JPN  | Kōsuke Hagino Naito Ehara Yūki Kobori Takeshi Matsuda                                                | 7:03,50    |
| 4     | AUS  | Thomas Fraser-Holmes David McKeon Daniel Smith Mack Horton Vorlauf: Jacob Hansford                   | 7:04,18    |
| 5     | RUS  | Danila Isotow Alexander Krasnych Nikita Lobinzew Michail Dowgaljuk Vorlauf: Wjatscheslaw Andrussenko | 7:05,70    |
| 6     | GER  | Florian Vogel Christoph Fildebrandt Clemens Rapp Paul Biedermann Vorlauf: Jacob Heidtmann            | 7:07,28    |
| 7     | NED  | Dion Dreesens Maarten Brzoskowski Kyle Stolk Sebastiaan Verschuren Vorlauf: Ben Schwietert           | 7:09,10    |
| 8     | BEL  | Louis Croenen Dieter Dekoninck Glenn Surgeloose Pieter Timmers Vorlauf: Emmanuel Vanluchene          | 7:11,64    |

### 4 × 100 m Lagen Staffel
| Platz | Land | Athlet | Zeit (min)   |
| ----- | ---- | --- | ------------ |
| 1     | USA  | Ryan Murphy Cody Miller Michael Phelps Nathan Adrian Vorlauf: David Plummer, Kevin Cordes, Tom Shields, Caeleb Dressel                     | 3:27,95 (OR) |
| 2     | GBR  | Chris Walker-Hebborn Adam Peaty James Guy Duncan Scott                                                                                     | 3:29,24 (NR) |
| 3     | AUS  | Mitch Larkin Jake Packard David Morgan Kyle Chalmers Vorlauf: Cameron McEvoy                                                               | 3:29,93      |
| 4     | RUS  | Jewgeni Rylow Anton Tschupkow Alexander Sadownikow Wladimir Morosow Vorlauf: Grigori Tarassewitsch, Jewgeni Koptelow, Alexander Suchorukow | 3:31,30      |
| 5     | JPN  | Ryōsuke Irie Yasuhiro Koseki Takurō Fujii Katsumi Nakamura                                                                                 | 3:31,97      |
| 6     | BRA  | Guilherme Guido João Gomes Júnior Henrique Martins Marcelo Chierighini Vorlauf: Felipe França Silva                                        | 3:32,84      |
| 7     | GER  | Jan-Philip Glania Marco Koch Steffen Deibler Damian Wierling Vorlauf: Christian vom Lehn                                                   | 3:33,50      |
| 8     | CHN  | Xu Jiayu Li Xiang Li Zhuhao Ning Zetao | DSQ          |

### 10 km Freiwasser
| Platz | Land | Athlet               | Zeit (in h) |
| ----- | ---- | -------------------- | ----------- |
| 1     | NED  | Ferry Weertman       | 1:52:59,8   |
| 2     | GRE  | Spyros Gianniotis    | 1:52:59,8   |
| 3     | FRA  | Marc-Antoine Olivier | 1:53:02,0   |
| 4     | CHN  | Zu Lijun             | 1:53:02,0   |
| 5     | USA  | Jordan Wilimovsky    | 1:53:03,2   |
| 6     | ITA  | Simone Ruffini       | 1:53:03,5   |
| 7     | ITA  | Federico Vanelli     | 1:53:03,9   |
| 8     | JPN  | Yasunari Hirai       | 1:53:04,6   |

Finalstart: 16. August 2016, 9:00 Uhr
Deutsche Teilnehmer:

Christian Reichert  GER (1:53:04,7 h / 9.)

## Ergebnisse Frauen

### 50 m Freistil
| Platz | Land | Sportlerin               | Zeit (s) |
| ----- | ---- | ------------------------ | -------- |
| 1     | DNK  | Pernille Blume           | 24,07    |
| 2     | USA  | Simone Manuel            | 24,09    |
| 3     | BLR  | Aljaksandra Herassimenja | 24,11    |
| 4     | GBR  | Francesca Halsall        | 24,13    |
| 5     | AUS  | Bronte Campbell          | 24,15    |
| 6     | NED  | Ranomi Kromowidjojo      | 24,19    |
| 7     | AUS  | Cate Campbell            | 24,42    |
| 8     | BRA  | Etiene Medeiros          | 24,42    |

### 100 m Freistil
| Platz | Land | Sportlerin          | Zeit (s)   |
| ----- | ---- | ------------------- | ---------- |
| 1     | USA  | Simone Manuel       | 52,70 (OR) |
|       | CAN  | Penny Oleksiak      | 52,70 (OR) |
| 3     | SWE  | Sarah Sjöström      | 52,99      |
| 4     | AUS  | Bronte Campbell     | 53,04      |
| 5     | NED  | Ranomi Kromowidjojo | 53,08      |
| 6     | AUS  | Cate Campbell       | 53,24      |
| 7     | USA  | Abbey Weitzeil      | 53,30      |
| 8     | DEN  | Jeanette Ottesen    | 53,36      |

### 200 m Freistil
| Platz | Land | Sportlerin          | Zeit (min) |
| ----- | ---- | ------------------- | ---------- |
| 1     | USA  | Katie Ledecky       | 1:53,73    |
| 2     | SWE  | Sarah Sjöström      | 1:54,08    |
| 3     | AUS  | Emma McKeon         | 1:54,92    |
| 4     | ITA  | Federica Pellegrini | 1:55,18    |
| 5     | CHN  | Shen Duo            | 1:55,25    |
| 5     | AUS  | Bronte Barratt      | 1:55,25    |
| 7     | SWE  | Michelle Coleman    | 1:56,27    |
| 8     | FRA  | Charlotte Bonnet    | 1:56,29    |

### 400 m Freistil
| Platz | Land | Sportlerin       | Zeit (min) |
| ----- | ---- | ---------------- | ---------- |
| 1     | USA  | Katie Ledecky    | 3:56,46    |
| 2     | GBR  | Jazmin Carlin    | 4:01,23    |
| 3     | USA  | Leah Smith       | 4:01,92    |
| 4     | HUN  | Boglárka Kapás   | 4:02,37    |
| 5     | CAN  | Brittany MacLean | 4:04,69    |
| 6     | AUS  | Tamsin Cook      | 4:05,30    |
| 7     | AUS  | Jessica Ashwood  | 4:05,68    |
| 8     | FRA  | Coralie Balmy    | 4:06,98    |

### 800 m Freistil
| Platz | Land | Sportlerin      | Zeit (min) |
| ----- | ---- | --------------- | ---------- |
| 1     | USA  | Katie Ledecky   | 8:04,79    |
| 2     | GBR  | Jazmin Carlin   | 8:16,17    |
| 3     | HUN  | Boglárka Kapás  | 8:16,37    |
| 4     | ESP  | Mireia Belmonte | 8:18,55    |
| 5     | AUS  | Jessica Ashwood | 8:20,32    |
| 6     | USA  | Leah Smith      | 8:20,95    |
| 7     | DNK  | Lotte Friis     | 8:24,50    |
| 8     | GER  | Sarah Köhler    | 8:27,75    |

### 100 m Rücken
| Platz | Land | Sportlerin             | Zeit (s)   |
| ----- | ---- | ---------------------- | ---------- |
| 1     | HUN  | Katinka Hosszú         | 58,45 (NR) |
| 2     | USA  | Kathleen Baker         | 58,75      |
| 3     | CAN  | Kylie Masse            | 58,76 (NR) |
|       | CHN  | Fu Yuanhui             | 58,76 (NR) |
| 5     | DEN  | Mie Østergaard Nielsen | 58,80      |
| 6     | USA  | Olivia Smoliga         | 58,95      |
| 7     | AUS  | Emily Seebohm          | 59,19      |
| 8     | AUS  | Madison Wilson         | 59,23      |

### 200 m Rücken
| Platz | Land | Sportlerin              | Zeit (min) |
| ----- | ---- | ----------------------- | ---------- |
| 1     | USA  | Madeline DiRado         | 2:05,99    |
| 2     | HUN  | Katinka Hosszú          | 2:06,05    |
| 3     | CAN  | Hilary Caldwell         | 2:07,54    |
| 4     | RUS  | Darja Ustinowa          | 2:07,89    |
| 5     | AUS  | Belinda Hocking         | 2:08,02    |
| 6     | ZIM  | Kirsty Coventry         | 2:08,80    |
| 7     | CHN  | Liu Yaxin               | 2:09,03    |
| 8     | ISL  | Eygló Ósk Gústafsdóttir | 2:09,44    |

### 100 m Brust
| Platz | Land | Sportlerin                | Zeit (min)   |
| ----- | ---- | ------------------------- | ------------ |
| 1     | USA  | Lilly King                | 1:04,93 (OR) |
| 2     | RUS  | Julija Jefimowa           | 1:05,50      |
| 3     | USA  | Katie Meili               | 1:05,69      |
| 4     | CHN  | Shi Jinglin               | 1:06,37      |
| 5     | CAN  | Rachel Nicol              | 1:06,68      |
| 6     | ISL  | Hrafnhildur Lúthersdóttir | 1:07,18      |
| 7     | LTU  | Rūta Meilutytė            | 1:07,32      |
| 8     | JAM  | Alia Atkinson             | 1:08,10      |

### 200 m Brust
| Platz | Land | Sportlerin            | Zeit (min) |
| ----- | ---- | --------------------- | ---------- |
| 1     | JPN  | Rie Kanetō            | 2:20,30    |
| 2     | RUS  | Julija Jefimowa       | 2:21,97    |
| 3     | CHN  | Shi Jinglin           | 2:22:28    |
| 4     | GBR  | Chloé Tutton          | 2:22,34    |
| 5     | AUS  | Taylor McKeown        | 2:22,43    |
| 6     | GBR  | Molly Renshaw         | 2:22,72    |
| 7     | CAN  | Kierra Smith          | 2:23,19    |
| 8     | DEN  | Rikke Møller Pedersen | 2:23,74    |

### 100 m Schmetterling
| Platz | Land | Sportlerin       | Zeit (s)   |
| ----- | ---- | ---------------- | ---------- |
| 1     | SWE  | Sarah Sjöström   | 55,48 (WR) |
| 2     | CAN  | Penny Oleksiak   | 56,46 (NR) |
| 3     | USA  | Dana Vollmer     | 56,63      |
| 4     | CHN  | Chen Xinyi       | 56,72      |
| 5     | CHN  | Lu Ying          | 56,76      |
| 6     | JPN  | Rikako Ikee      | 56,86      |
| 7     | AUS  | Emma McKeon      | 57,05      |
| 8     | DNK  | Jeanette Ottesen | 57,17      |

### 200 m Schmetterling
| Platz | Land | Sportlerin        | Zeit (min) |
| ----- | ---- | ----------------- | ---------- |
| 1     | ESP  | Mireia Belmonte   | 2:04,85    |
| 2     | AUS  | Madeline Groves   | 2:04,88    |
| 3     | JPN  | Natsumi Hoshi     | 2:05,20    |
| 4     | USA  | Cammile Adams     | 2:05,90    |
| 5     | CHN  | Zhou Yilin        | 2:07,37    |
| 6     | CHN  | Zhang Yufei       | 2:07,40    |
| 7     | USA  | Hali Flickinger   | 2:07,71    |
| 8     | AUS  | Brianna Throssell | 2:07,87    |

### 200 m Lagen
| Platz | Land | Sportlerin             | Zeit (min)   |
| ----- | ---- | ---------------------- | ------------ |
| 1     | HUN  | Katinka Hosszú         | 2:06,58 (OR) |
| 2     | GBR  | Siobhan-Marie O’Connor | 2:06,88      |
| 3     | USA  | Madeline Dirado        | 2:08,79      |
| 4     | USA  | Melanie Margalis       | 2:09,21      |
| 5     | AUS  | Alicia Coutts          | 2:10,88      |
| 6     | CAN  | Sydney Pickrem         | 2:11,22      |
| 7     | RUS  | Wiktorija Andrejewa    | 2:12,28      |
| 8     | CHN  | Ye Shiwen              | 2:13,56      |

### 400 m Lagen
| Platz | Land | Sportlerin       | Zeit (min)   |
| ----- | ---- | ---------------- | ------------ |
| 1     | HUN  | Katinka Hosszú   | 4:26,36 (WR) |
| 2     | USA  | Maya DiRado      | 4:31,15      |
| 3     | ESP  | Mireia Belmonte  | 4:32,39      |
| 4     | GBR  | Hannah Miley     | 4:32,54      |
| 5     | CAN  | Emily Overholt   | 4:34,70      |
| 6     | USA  | Elizabeth Beisel | 4:34,98      |
| 7     | GBR  | Aimee Willmott   | 4:35,04      |
| 8     | JPN  | Sakiko Shimizu   | 4:38,06      |

### 4 × 100 m Freistil Staffel
| Platz | Land | Sportlerinnen                                                                                           | Zeit (min)   |
| ----- | ---- | --- | ------------ |
| 1     | AUS  | Emma McKeon Brittany Elmslie Bronte Campbell Cate Campbell Vorlauf: Madison Wilson                      | 3:30,65 (WR) |
| 2     | USA  | Simone Manuel Abbey Weitzeil Dana Vollmer Katie Ledecky Vorlauf: Amanda Weir, Lia Neal, Allison Schmitt | 3:31,89 (NR) |
| 3     | CAN  | Sandrine Mainville Chantal van Landeghem Taylor Ruck Penny Oleksiak Vorlauf: Michelle Williams          | 3:32,89 (NR) |
| 4     | NED  | Marrit Steenbergen Femke Heemskerk Inge Dekker Ranomi Kromowidjojo Vorlauf: Maud van der Meer           | 3:33,81      |
| 5     | SWE  | Michelle Coleman Sarah Sjöström Ida Marko-Varga Louise Hansson Vorlauf: Ida Lindborg                    | 3:35,90      |
| 6     | ITA  | Erika Ferraioli Silvia Di Pietro Aglaia Pezzato Federica Pellegrini                                     | 3:36,78      |
| 7     | FRA  | Béryl Gastaldello Charlotte Bonnet Mathilde Cini Anna Santamans                                         | 3:37,45      |
| 8     | JPN  | Miki Uchida Rikako Ikee Misaki Yamaguchi Yayoi Matsumoto                                                | 3:37,78      |

### 4 × 200 m Freistil Staffel
| Platz | Land | Sportlerinnen                                                                                                | Zeit (min)   |
| ----- | ---- | --- | ------------ |
| 1     | USA  | Allison Schmitt Leah Smith Maya DiRado Katie Ledecky Vorlauf: Missy Franklin, Melanie Margalis, Cierra Runge | 7:43,03      |
| 2     | AUS  | Leah Neale Emma McKeon Bronte Barratt Tamsin Cook Vorlauf: Jessica Ashwood                                   | 7:44,87      |
| 3     | CAN  | Katerine Savard Taylor Ruck Brittany MacLean Penny Oleksiak Vorlauf: Emily Overholt, Kennedy Goss            | 7:45,39 (NR) |
| 4     | CHN  | Shen Duo Ai Yanhan Dong Jie Zhang Yuhan Vorlauf: Wang Shijia                                                 | 7:47,96      |
| 5     | SWE  | Michelle Coleman Ida Marko-Varga Sarah Sjöström Louise Hansson                                               | 7:50,26      |
| 6     | HUN  | Zsuzsanna Jakabos Ajna Késely Boglárka Kapás Katinka Hosszú Vorlauf: Evelyn Verrasztó                        | 7:51,03      |
| 7     | RUS  | Weronika Popowa Wiktorija Andrejewa Darja Ustinowa Arina Opjonyschewa Vorlauf: Darja Mullakajewa             | 7:53,26      |
| 8     | JPN  | Chihiro Igarashi Sachi Mochida Tomomi Aoki Rikako Ikee                                                       | 7:56,76      |

### 4 × 100 m Lagen Staffel
| Platz | Land | Sportler | Zeit (min) |
| ----- | ---- | --- | ---------- |
| 1     | USA  | Kathleen Baker Lilly King Dana Vollmer Simone Manuel Vorlauf: Olivia Smoliga, Katie Meili, Kelsi Worrell, Abbey Weitzeil | 3:53,13    |
| 2     | AUS  | Emily Seebohm Taylor McKeown Emma McKeon Cate Campbell Vorlauf: Madison Wilson, Madeline Groves, Brittany Elmslie        | 3:55,00    |
| 3     | DEN  | Mie Østergaard Nielsen Rikke Møller Pedersen Jeanette Ottesen Pernille Blume                                             | 3:55,01    |
| 4     | CHN  | Fu Yuanhui Jingling Shi Lu Ying Menghui Zhu Vorlauf: Zhang Xinyu, Shen Duo                                               | 3:55,18    |
| 5     | CAN  | Kylie Masse Rachel Nicol Penny Oleksiak Chantal van Landeghem Vorlauf: Noemie Thomas, Taylor Ruck                        | 3:55,49    |
| 6     | RUS  | Anastassija Fessikowa Julija Jefimowa Swetlana Tschimrowa Weronika Popowa                                                | 3:55,66    |
| 7     | GBR  | Georgia Davies Chloé Tutton Siobhan-Marie O’Connor Francesca Halsall Vorlauf: Georgia Coates                             | 3:56,96    |
| 8     | ITA  | Federica Pellegrini Ilaria Bianchi Arianna Castiglioni Carlotta Zofkova                                                  | 3:59,50    |

### 10 km Freiwasser
| Platz | Land | Sportlerin            | Zeit (h)  |
| ----- | ---- | --------------------- | --------- |
| 1     | NED  | Sharon van Rouwendaal | 1:56:32,1 |
| 2     | ITA  | Rachele Bruni         | 1:56:49,5 |
| 3     | BRA  | Poliana Okimoto       | 1:56:51,4 |
| 4     | CHN  | Xin Xin               | 1:57:14,4 |
| 5     | USA  | Haley Anderson        | 1:57:20,2 |
| 6     | GER  | Isabelle Härle        | 1:57:22,1 |
| 7     | GBR  | Keri-Anne Payne       | 1:57:23,9 |
| 8     | RUS  | Anastassija Krapiwina | 1:57:25,9 |

## Medaillenspiegel
| Platz | Land               | G  | S  | B  | Gesamt |
| ----- | ------------------ | -- | -- | -- | ------ |
| 01    | Vereinigte Staaten | 16 | 8  | 9  | 33     |
| 02    | Australien         | 3  | 4  | 3  | 10     |
| 03    | Ungarn             | 3  | 2  | 2  | 7      |
| 04    | Japan              | 2  | 2  | 3  | 7      |
| 05    | Niederlande        | 2  | —  | —  | 2      |
| 06    | Großbritannien     | 1  | 5  | —  | 6      |
| 07    | China              | 1  | 2  | 3  | 6      |
| 08    | Kanada             | 1  | 1  | 4  | 6      |
| 09    | Italien            | 1  | 1  | 2  | 4      |
| 10    | Schweden           | 1  | 1  | 1  | 3      |
| 11    | Dänemark           | 1  | —  | 1  | 2      |
| 11    | Spanien            | 1  | —  | 1  | 2      |
| 13    | Kasachstan         | 1  | —  | —  | 1      |
| 13    | Singapur           | 1  | —  | —  | 1      |
| 15    | Südafrika          | —  | 3  | —  | 3      |
| 16    | Russland           | —  | 2  | 2  | 4      |
| 17    | Frankreich         | —  | 2  | 1  | 3      |
| 18    | Belgien            | —  | 1  | —  | 1      |
| 18    | Griechenland       | —  | 1  | —  | 1      |
| 20    | Brasilien          | —  | —  | 1  | 1      |
| 20    | Belarus            | —  | —  | 1  | 1      |
| Total | Total              | 35 | 35 | 34 | 104    |